# Lijst van afleveringen van Samantha Who?
Dit is een lijst met afleveringen van Samantha Who?, een Amerikaanse televisieserie. De serie omvat 2 seizoenen. Een overzicht van alle afleveringen is hieronder te vinden.

## Seizoen 1
| #  | Episode                 | Uitzenddatum VS  |
| -- | ----------------------- | ---------------- |
| 1  | "Pilot"                 | 15 oktober 2007  |
| 2  | "The Job"               | 22 oktober 2007  |
| 3  | "The Wedding"           | 29 oktober 2007  |
| 4  | "The Virgin"            | 5 november 2007  |
| 5  | "The Restraining Order" | 12 november 2007 |
| 6  | "The Hypnotherapist"    | 19 november 2007 |
| 7  | "The Hockey Date"       | 26 november 2007 |
| 8  | "The Car"               | 3 december 2007  |
| 9  | "The Break-Up"          | 10 december 2007 |
| 10 | "The Girlfriend"        | 7 april 2008     |
| 11 | "The Boss"              | 14 april 2008    |
| 12 | "The Butterflies"       | 21 april 2008    |
| 13 | "The Gallery Show"      | 28 april 2008    |
| 14 | "The Affair"            | 5 mei 2008       |
| 15 | "The Birthday"          | 12 mei 2008      |

## Seizoen 2
| #  | Episode                      | Uitzenddatum VS  | Uitzenddatum NL  |
| -- | ---------------------------- | ---------------- | ---------------- |
| 1  | "So I Think I Can Dance"     | 13 oktober 2008  | 28 april 2009    |
| 2  | "Out Of Africa"              | 20 oktober 2008  | 5 mei 2009       |
| 3  | "The Pill"                   | 27 oktober 2008  | 12 mei 2009      |
| 4  | "The Building"               | 3 november 2008  | 19 mei 2009      |
| 5  | "Help!"                      | 10 november 2008 | 26 mei 2009      |
| 6  | "The Ex"                     | 17 november 2008 | 2 juni 2009      |
| 7  | "The Farm"                   | 24 november 2008 | 9 juni 2009      |
| 8  | "The Park"                   | 1 december 2008  | 27 oktober 2009  |
| 9  | "The Family Vacation"        | 1 december 2008  | 3 november 2009  |
| 10 | "My Best Friend's Boyfriend" | 26 maart 2009    | 10 november 2009 |
| 11 | "The Dog"                    | 2 april 2009     | 17 november 2009 |
| 12 | "The Amazing Racist"         | 9 april 2009     | 24 november 2009 |
| 13 | "The Debt"                   | 16 april 2009    | 1 december 2009  |
| 14 | "The Rock Star"              | 25 juni 2009     | 8 december 2009  |
| 15 | "Todd's Job"                 | 2 juli 2009      | 15 december 2009 |
| 16 | "The Sister"                 | 2 juli 2009      | 22 december 2009 |
| 17 | "The Dream Job"              | 9 juli 2009      | 29 december 2009 |
| 18 | "The First Date"             | 9 juli 2009      | -                |
| 19 | "The Other Woman"            | 23 juli 2009     | -                |
| 20 | "With This Ring"             | 23 juli 2009     | -                |